# 강남 심포니 오케스트라
강남심포니오케스트라(Gangnam Symphony Orchestra)는 서울특별시 강남구 산하의 관현악단이다. 1997년에 창단 되었으며  서초구 산하 서초문화재단의 서초교향악단과 마찬가지로 구 단위의 지방자치단체 소속이다.
제 4대 상임지휘자로 데이비드 이 예술감독이 재임하고 있으며, 악장은 이마리솔이 맡고 있다. 주요 공연장은 예술의 전당 콘서트홀과 강남 구민회관이다.
2003년에 한인 이민 100주년 기념으로 미국에 초청되어 연주회를 가진 바 있다. 2002-2006년 동안에는 대한민국 최초로 베토벤의 교향곡 전곡 녹음을 했으며, 2007년에는 전집 CD가 출반되어 화제가 되었다. 2012년에는 두 번째로 브람스 교향곡 전집을 출반했다.